# Корєнєв Олексій Олександрович
Корєнєв Олексій Олександрович — радянський і російський кінорежисер і сценарист. Заслужений діяч мистецтв Дагестанської АРСР (1971).

## Біографія
Народився в Москві 2 травня 1927 року. Закінчив режисерський факультет Всесоюзного державного інституту кінематографії (1951, майстерня І. Савченка). Навчався на одному курсі з такими майбутніми корифеями кіно, як О. Алов, В. Наумов, С. Параджанов, М. Хуцієв, Ю. Озеров.
Дебютував в 1959 році на Одеській кіностудії з ліричною комедією «Чорноморочка».
Працював на кіностудії «Мосфільм». Був другим режисером фільмів Ельдара Рязанова «Карнавальна ніч» (1956), «Дайте книгу скарг» (1964) і «Стережись автомобіля» (1966). У фільмі «Стережись автомобіля» також виконав епізодичну роль (немає в титрах) покупця в комісіонці у Діми Семіцветова.
Широку популярність здобув після виходу багатосерійного телефільму «Велика перерва» (1972—1973). Фільм приніс успіх багатьом молодим акторам: наприклад, для Світлани Крючкової (її перша головна роль — Неллі Леднева). Картину «розтягнули» на цитати, вона полюбилася глядачеві на довгі роки.
Глядацьке визнання отримала і лірична комедія «За сімейними обставинами», яка не втратила досі своєї популярності (знята в 1977 році за мотивами п'єси В. Азернікова «Можливі варіанти, або За сімейними обставинами»). Іронічний детектив «Пастка для самотнього чоловіка» (1990) за однойменною п'єсою Робера Тома також користувався успіхом.
Фільмам О. Корєнєва властиві ліричність, доброта, тонкий гумор, музикальність. Багато пісень, які вперше прозвучали в його картинах, отримали самостійне життя на естраді. Режисер збирав на знімальному майданчику бліскучі акторські ансамблі, створював особливу атмосферу.
Олексій Олександрович Корєнев помер 26 лютого 1995 року. Похований на Ваганьковському кладовищі.

### Сім'я
- Перша дружина: Корєнєва (Константинова) Наталія Андріївна. Багато років пропрацювала асистентом режисера по акторах на кіностудії "Мосфільм. В юності знялася в епізодичній ролі Тоні Іваніхіної (немає в титрах) в першій версії фільму «Молода гвардія» С. Герасимова, а в 1959 році — в дебютній картині чоловіка «Чорноморочка».
  - Старша дочка: Корєнєва Марія Олексіївна — художник-графік, живе в США. Знялася в невеликих ролях у фільмах свого батька: «Велика перерва» (1972—1973) та «Три дні в Москві» (1974).
  - Середня дочка: Корєнєва Олена Олексіївна — популярна радянська і російська актриса театру і кіно, літератор, сценарист, режисер.
  - Молодша дочка: Корєнєва Олександра Олексіївна (народилася у другому шлюбі у 1983 році) — піаністка, педагог[1].

### Пам'ять
- 30 квітня 2012 на російському телеканалі «Культура» в циклі «Острова» відбулася прем'єра документального фільму «Незнайомий режисер знайомих фільмів», приуроченого до 85-річчя з дня народження О. О. Корєнєва (режисер Денис Чуваєв).

## Фільмографія
Режисер-постановник:
- 1959 — «Чорноморочка»
- 1968 — «Урок літератури»
- 1969 — «Адам і Хева»
- 1970 — «Вас викликає Таймир»
- 1972 — «Велика перерва» (також сценарист)
- 1974 — «Три дні в Москві»
- 1977 — «За сімейними обставинами»
- 1980 — «Ключ»
- 1981 — «Чесний, розумний, неодружений…»
- 1985 — «Мій обранець»
- 1987 — «Акселератка»
- 1990 — «Пастка для самотнього чоловіка» (також сценарист)
- 1991 — «Дура» (також сценарист)